# Simplicia lautokiensis
Simplicia lautokiensis là một loài bướm đêm trong họ Noctuidae.